# Pallanuoto ai Giochi della XXI Olimpiade
Il torneo di pallanuoto dei Giochi Olimpici di Montréal si è svolto tra il 18 luglio e il 27 luglio 1976 negli impianti dell'Olympic Pool e del Complexe sportif Claude-Robillard. Il programma prevedeva solo il torneo maschile, in quanto la pallanuoto femminile all'epoca non era ancora fra gli sport olimpici.
La formula prevedeva due turni: nel turno preliminare le 12 squadre partecipanti erano inserite in tre gruppi da quattro squadre ciascuno, in cui le due prime classificate accedevano al turno finale, un girone unico a 6 squadre atto all'assegnazione dei posti dal 1º al 6º

Parallelamente, le 6 squadre classificate agli ultimi due posti di ciascuno dei tre gruppi accedevano ad un girone finale per l'assegnazione dei posti dal 7º al 12º.
La Nazionale ungherese ha conquistato il suo sesto titolo olimpico precedendo sul podio Italia e Paesi Bassi.

## Podio
| Evento              | Oro      | Argento | Bronzo      |
| Pallanuoto maschile | Ungheria | Italia  | Paesi Bassi |

## Squadre partecipanti
GRUPPO A
- Cuba
- Iran
- Italia
- Jugoslavia

GRUPPO B
- Messico
- Paesi Bassi
- Romania
- Unione Sovietica

GRUPPO C
- Australia
- Canada
- Germania Ovest
- Ungheria

## Turno preliminare

### Gruppo A
|    | Squadra    | Pti | G | V | P | S | GF | GS | Diff |
| -- | ---------- | --- | - | - | - | - | -- | -- | ---- |
| 1. | Italia     | 5   | 3 | 2 | 1 | 0 | 26 | 13 | +13  |
| 2. | Jugoslavia | 4   | 3 | 1 | 2 | 0 | 25 | 10 | +15  |
| 3. | Cuba       | 3   | 3 | 1 | 1 | 1 | 22 | 15 | +7   |
| 4. | Iran       | 0   | 3 | 0 | 0 | 3 | 4  | 39 | –35  |

| Data      | Ora | Partita    | Partita | Partita |
| --------- | --- | ---------- | ------- | ------- |
| 18 luglio |     | Jugoslavia | 4 - 4   | Cuba    |
| 18 luglio |     | Italia     | 12 - 1  | Iran    |
| 19 luglio |     | Jugoslavia | 15 - 0  | Iran    |
| 19 luglio |     | Italia     | 8 - 6   | Cuba    |
| 20 luglio |     | Jugoslavia | 6 - 6   | Italia  |
| 20 luglio |     | Cuba       | 12 - 3  | Iran    |

### Gruppo B
|    | Squadra          | Pti | G | V | P | S | GF | GS | Diff |
| -- | ---------------- | --- | - | - | - | - | -- | -- | ---- |
| 1. | Paesi Bassi      | 6   | 3 | 3 | 0 | 0 | 14 | 10 | +4   |
| 2. | Romania          | 3   | 3 | 1 | 1 | 1 | 18 | 14 | +4   |
| 3. | Unione Sovietica | 3   | 3 | 1 | 1 | 1 | 14 | 12 | +2   |
| 4. | Messico          | 0   | 3 | 0 | 0 | 3 | 10 | 20 | –10  |

| Data      | Ora | Partita          | Partita | Partita          |
| --------- | --- | ---------------- | ------- | ---------------- |
| 18 luglio |     | Paesi Bassi      | 5 - 3   | Messico          |
| 18 luglio |     | Romania          | 5 - 5   | Unione Sovietica |
| 19 luglio |     | Paesi Bassi      | 3 - 2   | Unione Sovietica |
| 19 luglio |     | Romania          | 8 - 3   | Messico          |
| 20 luglio |     | Paesi Bassi      | 6 - 5   | Romania          |
| 20 luglio |     | Unione Sovietica | 7 - 4   | Messico          |

### Gruppo C
|    | Squadra        | Pti | G | V | P | S | GF | GS | Diff |
| -- | -------------- | --- | - | - | - | - | -- | -- | ---- |
| 1. | Ungheria       | 6   | 3 | 3 | 0 | 0 | 15 | 8  | +2   |
| 2. | Germania Ovest | 4   | 3 | 2 | 0 | 1 | 9  | 7  | +2   |
| 3. | Canada         | 2   | 3 | 1 | 0 | 2 | 8  | 14 | –6   |
| 4. | Australia      | 0   | 3 | 0 | 0 | 3 | 14 | 17 | –3   |

| Data      | Ora | Partita        | Partita | Partita        |
| --------- | --- | -------------- | ------- | -------------- |
| 18 luglio |     | Ungheria       | 7 - 6   | Australia      |
| 18 luglio |     | Germania Ovest | 5 - 0   | Canada         |
| 19 luglio |     | Germania Ovest | 4 - 3   | Australia      |
| 19 luglio |     | Ungheria       | 4 - 2   | Canada         |
| 20 luglio |     | Ungheria       | 4 - 0   | Germania Ovest |
| 20 luglio |     | Canada         | 6 - 5   | Australia      |

## Turno finale

### Gruppo D
|         | Squadra        | Pti | G | V | P | S | GF | GS | Diff |
| ------- | -------------- | --- | - | - | - | - | -- | -- | ---- |
| Oro     | Ungheria       | 9   | 5 | 4 | 1 | 0 | 30 | 24 | +6   |
| Argento | Italia         | 6   | 5 | 2 | 2 | 1 | 21 | 20 | +1   |
| Bronzo  | Paesi Bassi    | 6   | 5 | 2 | 2 | 1 | 18 | 17 | +1   |
| 4.      | Romania        | 5   | 5 | 1 | 3 | 1 | 26 | 25 | +1   |
| 5.      | Jugoslavia     | 3   | 5 | 0 | 3 | 2 | 21 | 24 | –3   |
| 6.      | Germania Ovest | 1   | 5 | 0 | 1 | 4 | 15 | 21 | –6   |

| Montréal 22 luglio 1976                                | Ungheria  | 6 – 5 (1-1, 1-2, 3-1, 1-1) | Italia | Complexe sportif Claude-Robillard |
| \| \| \| \| \| 4: Farago \| Marcatori \| 2: Marsili \| |           |                            |        |                                   |
|                                                        |           |                            |        |                                   |
| 4: Farago                                              | Marcatori | 2: Marsili                 |        |                                   |

| Montréal 22 luglio 1976                                    | Paesi Bassi | 3 – 2 (0-0, 2-1, 1-0, 0-1) | Germania Ovest | Olympic Pool |
| \| \| \| \| \| 2: Veer \| Marcatori \| 1: Wolf, Stiefel \| |             |                            |                |              |
|                                                            |             |                            |                |              |
| 2: Veer                                                    | Marcatori   | 1: Wolf, Stiefel           |                |              |

| Montréal 22 luglio 1976                                           | Romania   | 5 – 5 (1-1, 1-2, 2-1, 1-1) | Jugoslavia | Complexe sportif Claude-Robillard |
| \| \| \| \| \| 3: Slavei \| Marcatori \| 2: Marovic, Savinovic \| |           |                            |            |                                   |
|                                                                   |           |                            |            |                                   |
| 3: Slavei                                                         | Marcatori | 2: Marovic, Savinovic      |            |                                   |

| Montréal 23 luglio 1976                                                     | Ungheria  | 5 – 3 (2-1, 0-1, 2-0, 1-1) | Germania Ovest | Olympic Pool |
| \| \| \| \| \| 2: Farago, Horkai \| Marcatori \| 1: Simon, Wolf, Stiefel \| |           |                            |                |              |
|                                                                             |           |                            |                |              |
| 2: Farago, Horkai                                                           | Marcatori | 1: Simon, Wolf, Stiefel    |                |              |

| Montréal luglio 1976                                                    | Italia    | 5 – 4 (1-1, 1-2, 1-0, 2-1) | Jugoslavia | Olympic Pool |
| \| \| \| \| \| 2: Marsili, Ghibellini \| Marcatori \| 1: 4 giocatori \| |           |                            |            |              |
|                                                                         |           |                            |            |              |
| 2: Marsili, Ghibellini                                                  | Marcatori | 1: 4 giocatori             |            |              |

| Montréal 23 luglio 1976                                    | Paesi Bassi | 4 – 4 (1-1, 2-1, 1-1, 0-1) | Romania | Olympic Pool |
| \| \| \| \| \| 2: Van Zeeland \| Marcatori \| 2: Slavei \| |             |                            |         |              |
|                                                            |             |                            |         |              |
| 2: Van Zeeland                                             | Marcatori   | 2: Slavei                  |         |              |

| Montréal 24 luglio 1976                                                           | Ungheria  | 5 – 3 (2-0, 1-0, 2-1, 0-2)            | Paesi Bassi | Complexe sportif Claude-Robillard |
| \| \| \| \| \| 4: Farago \| Marcatori \| 1: Landeweerd, Van Zeeland, De Zwarte \| |           |                                       |             |                                   |
|                                                                                   |           |                                       |             |                                   |
| 4: Farago                                                                         | Marcatori | 1: Landeweerd, Van Zeeland, De Zwarte |             |                                   |

| Montréal 24 luglio 1976                                         | Italia    | 4 – 4 (1-0, 3-1, 0-2, 0-1) | Romania | Complexe sportif Claude-Robillard |
| \| \| \| \| \| 1: 4 giocatori \| Marcatori \| 1: 4 giocatori \| |           |                            |         |                                   |
|                                                                 |           |                            |         |                                   |
| 1: 4 giocatori                                                  | Marcatori | 1: 4 giocatori             |         |                                   |

| Montréal 24 luglio 1976                                 | Jugoslavia | 4 – 4 (1-1, 1-1, 1-0, 1-2) | Germania Ovest | Olympic Pool |
| \| \| \| \| \| 3: Bonacic \| Marcatori \| 2: Stiefel \| |            |                            |                |              |
|                                                         |            |                            |                |              |
| 3: Bonacic                                              | Marcatori  | 2: Stiefel                 |                |              |

| Montréal 26 luglio 1976                             | Ungheria  | 9 – 8 (3-1, 2-2, 2-3, 2-2) | Romania | Complexe sportif Claude-Robillard |
| \| \| \| \| \| 4: Farago \| Marcatori \| 2: Rusu \| |           |                            |         |                                   |
|                                                     |           |                            |         |                                   |
| 4: Farago                                           | Marcatori | 2: Rusu                    |         |                                   |

| Montréal 26 luglio 1976                                                  | Italia    | 4 – 3 (0-1, 1-1, 1-1, 2-0) | Germania Ovest | Olympic Pool |
| \| \| \| \| \| 2: Baracchini \| Marcatori \| 1: Wenz, Stiefel, Kilian \| |           |                            |                |              |
|                                                                          |           |                            |                |              |
| 2: Baracchini                                                            | Marcatori | 1: Wenz, Stiefel, Kilian   |                |              |

| Montréal 26 luglio 1976                                                   | Paesi Bassi | 5 – 3 (1-1, 1-1, 2-0, 1-1) | Jugoslavia | Olympic Pool |
| \| \| \| \| \| 2: Landeweerd, Van Zeeland \| Marcatori \| 2: Savinovic \| |             |                            |            |              |
|                                                                           |             |                            |            |              |
| 2: Landeweerd, Van Zeeland                                                | Marcatori   | 2: Savinovic               |            |              |

| Montréal 27 luglio 1976                                | Ungheria  | 5 – 5 (1-0, 0-1, 2-2, 2-2) | Jugoslavia | Olympic Pool |
| \| \| \| \| \| 3: Farago \| Marcatori \| 3: Marovic \| |           |                            |            |              |
|                                                        |           |                            |            |              |
| 3: Farago                                              | Marcatori | 3: Marovic                 |            |              |

| Montréal 27 luglio 1976                                                                | Italia    | 3 – 3 (1-1, 1-0, 0-0, 1-2)        | Paesi Bassi | Olympic Pool |
| \| \| \| \| \| 2: G. De Magistris \| Marcatori \| 1: Landeweerd, Van Zeeland, Buunk \| |           |                                   |             |              |
|                                                                                        |           |                                   |             |              |
| 2: G. De Magistris                                                                     | Marcatori | 1: Landeweerd, Van Zeeland, Buunk |             |              |

| Montréal 27 luglio 1976                                | Romania   | 5 – 3 (1-0, 2-0, 1-3, 1-0) | Germania Ovest | Olympic Pool |
| \| \| \| \| \| 2: Schervan \| Marcatori \| 2: Weeke \| |           |                            |                |              |
|                                                        |           |                            |                |              |
| 2: Schervan                                            | Marcatori | 2: Weeke                   |                |              |

### Gruppo E
|     | Squadra          | Pti | G | V | P | S | GF | GS | Diff |
| --- | ---------------- | --- | - | - | - | - | -- | -- | ---- |
| 7.  | Cuba             | 9   | 5 | 4 | 1 | 0 | 34 | 14 | +20  |
| 8.  | Unione Sovietica | 7   | 5 | 3 | 1 | 1 | 33 | 16 | +17  |
| 9.  | Canada           | 6   | 5 | 2 | 2 | 1 | 27 | 21 | +6   |
| 10. | Messico          | 5   | 5 | 1 | 3 | 1 | 26 | 19 | +5   |
| 11. | Australia        | 3   | 5 | 1 | 1 | 3 | 20 | 25 | –5   |
| 12. | Iran             | 0   | 5 | 0 | 0 | 5 | 8  | 53 | –45  |

| Data      | Ora | Partita          | Partita | Partita          |
| --------- | --- | ---------------- | ------- | ---------------- |
| 22 luglio |     | Cuba             | 5 - 0   | Unione Sovietica |
| 22 luglio |     | Canada           | 4 - 3   | Australia        |
| 22 luglio |     | Messico          | 11 - 3  | Iran             |
| 23 luglio |     | Unione Sovietica | 4 - 3   | Messico          |
| 23 luglio |     | Cuba             | 7 - 5   | Canada           |
| 23 luglio |     | Australia        | 8 - 2   | Iran             |
| 24 luglio |     | Cuba             | 4 - 4   | Messico          |
| 24 luglio |     | Unione Sovietica | 7 - 2   | Australia        |
| 24 luglio |     | Canada           | 8 - 1   | Iran             |
| 26 luglio |     | Cuba             | 10 - 2  | Iran             |
| 26 luglio |     | Canada           | 6 - 6   | Unione Sovietica |
| 26 luglio |     | Australia        | 4 - 4   | Messico          |
| 27 luglio |     | Cuba             | 8 - 3   | Australia        |
| 27 luglio |     | Unione Sovietica | 16 - 0  | Iran             |
| 27 luglio |     | Canada           | 4 - 4   | Messico          |

## Classifica finale
| Campione Olimpico | Campione Olimpico | Campione Olimpico |
| --- | ----------------- | --- |
| UngheriaCsapó · Cservenyák · Faragó · Gerendás · Horkai · Kenéz · Konrád · Molnár · Sárosi · Sudár · Szívós, CT: Dezső Gyarmati |                   | |
| Argento | Italia            | ItaliaAlberani, Baracchini, Castagnola, D'Angelo, G. De Magistris, R. De Magistris, Del Duca, Ghibellini, Marsili, Panerai, Simeoni, CT: Gianni Lonzi               |
| Bronzo | Paesi Bassi       | Paesi BassiBoegschoten · Buunk · de Zwarte · Hoepelman · Kroon · Landeweerd · Smits · Stroboer · Toonen · van Zeeland · Veer, CT: Ivo Trumbić                       |
| 4. | Romania           | RomaniaSlăvei • Rusu • Zamfirescu • Nastasiu • Popescu • Rusu • Slăvei • Răducanu • Rus • Schervan • Spînu, CT: Anatol Grinţescu                                    |
| 5. | Jugoslavia        | JugoslaviaMarković • Bonačić • Marović • Manojlović • Savinović • Polić • Belamarić • Antunović • Dabović • Lozica • Kačić, CT: Vlaho Orlić                         |
| 6. | Germania Ovest    | Germania OvestKilian • Weeke • Simon • Stiefel • Freund • Mechler • Jellinghaus • Obschernikat • Kilian • Röhle • Wolf, CT: Nicolae Firoiu                          |
| 7. | Cuba              | CubaPeriche • García • Peña • Costa • D. Rodríguez • N. Domínguez • Rizo • Almenteros • Pérez • G. Rodríguez • O. Domínguez, CT: -                                  |
| 8. | Unione Sovietica  | Unione SovieticaKlebanov • Kotenko • Dreval' • Dolgušin • Romančuk • Kabanov • Barkalov • Mel'nikov • Mshvenieradze • Iselidze • Zacharov, CT: Anatolij Bljumental' |
| 9. | Canada            | CanadaLeclerc • Csepregi • Hart • Pottier • Turcotte • Barry • Ducharme • Pugliese • Gross • MacLeod • Dion, CT: -                                                  |
| 10. | Messico           | MessicoGómez • F. García • Guerra • Aguilar • Valencia • J. García • Fernández • Beristain • Coste • Yáñez • Schmidt, CT: -                                         |
| 11. | Australia         | AustraliaWilliams • Neesham • Mills • Montgomery • Brooks • Kerr • Langdon • Turner • D. Woods • Goff • R. Woods, CT: Tom Hoad                                      |
| 12. | Iran              | IranAbdul Mohammadian • Tavakoli • Shonjani • Paidayesh • Mohammadi • Tavakoli • Firouzpour • Parchami-Araghi • Nassim • Majdpour • Yaghoti, CT: -                  |

## Classifica marcatori
|  | Gol | Marcatore             | Squadra          |
|  | --- | --------------------- | ---------------- |
|  | 20  | Tamás Faragó          | Ungheria         |
|  | 16  | Armando Fernandez     | Messico          |
|  | 15  | Charles Turner        | Australia        |
|  | 12  | Alessandro Ghibellini | Italia           |
|  | 12  | Uroš Marović          | Jugoslavia       |
|  | 12  | Paul Pottier          | Canada           |
|  | 11  | Siniša Belamarić      | Jugoslavia       |
|  | 11  | Gianni De Magistris   | Italia           |
|  | 11  | Jorge Rizo            | Cuba             |
|  | 11  | Ilie Slăvei           | Romania          |
|  | 11  | Arturo Valencia       | Messico          |
|  | 10  | Osvaldo Garcia        | Cuba             |
|  | 10  | György Horkai         | Ungheria         |
|  | 10  | Gerardo Rodriguez     | Cuba             |
|  | 9   | Eugenio Almaneiro     | Cuba             |
|  | 9   | Aleksandr Dreval'     | Unione Sovietica |
|  | 9   | Nico Landeweerd       | Paesi Bassi      |
|  | 9   | Sante Marsili         | Italia           |
|  | 9   | Ðuro Savinović        | Jugoslavia       |
|  | 9   | Hans van Zeeland      | Paesi Bassi      |
|  | 8   | George Gross          | Canada           |
|  | 8   | Aleksandr Kabanov     | Unione Sovietica |
|  | 8   | Dinu Popescu          | Romania          |
|  | 8   | Jürgen Stiefel        | Germania Ovest   |
|  | 7   | Vladimir Izelidze     | Unione Sovietica |
|  | 6   | 8 Giocatori           |                  |
|  | 5   | 3 Giocatori           |                  |
|  | 4   | 9 Giocatori           |                  |
|  | 3   | 13 Giocatori          |                  |
|  | 2   | 18 giocatori          |                  |
|  | 1   | 16 Giocatori          |                  |

## Fonti
- (EN)  Comitato Olimpico Internazionale: database medaglie olimpiche.
- (EN, FR)  Comitato organizzatore, Games of the XXI Olympiad - Montréal 1976 - Official report vol.3, 1978 (la84foundation.org).